# Барон Мелчетт

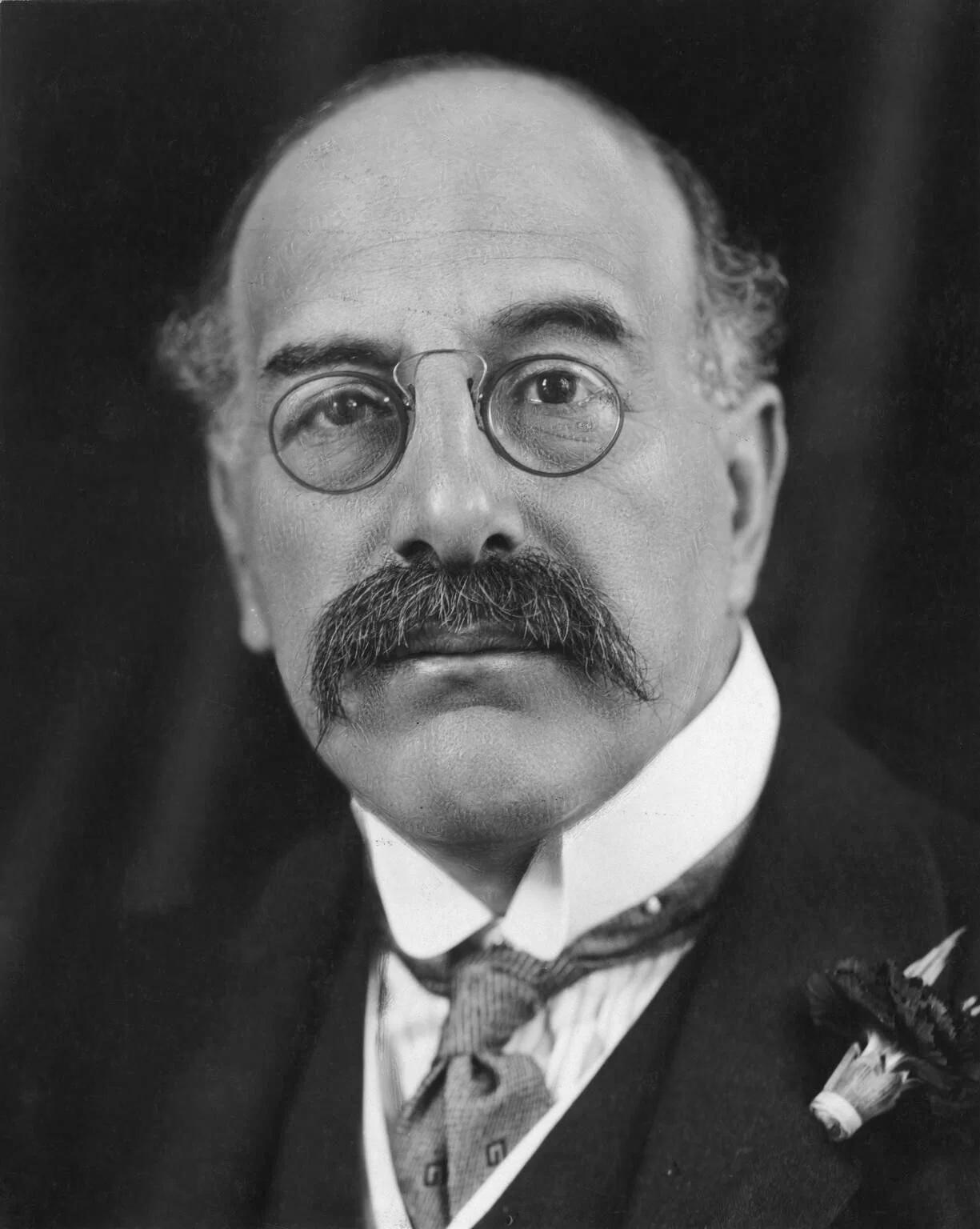
Альфред Мориц Монд, 1-й барон Мелчетт

Барон Мелчетт из Ландфорда в графстве Саутгемптон — угасший наследственный титул в системе Пэрства Соединённого королевства. Он был создан 5 июня 1928 года для сэра Альфреда Монда, 1-го баронета (1868—1930), председателя Imperial Chemical Industries. Он заседал в Палате общин Великобритании от Честера (1906—1910), Суонси (1910—1918), Западного Суонси (1918—1923) и Кармартена (1924—1928), занимал должности первого комиссара общественных работ (1916—1921) и министра здравоохранения (1921—1922). 8 июля 1910 года для него уже был создан титул баронета из Хартфорд Хилл в Грэйт-Бадворте в графстве Чешир. Его преемником стал его единственный сын, Генри Людвиг Монд, 2-й барон Мелчетт (1898—1949), политик и бизнесмен. Он заседал в Палате общин от острова Или (1923—1924) и Ливерпуля Ист Токстета (1929—1931). Его второй сын, Джулиан Эдвард Альфред Монд, 3-й барон Мелчетт (1925—1973), был бизнесменом.
Его сын — Питер Роберт Генри Монд, 4-й барон Мелчетт (1948—2018) — стал преемником своего отца 1973 году. {Он занимал должность министра в министерстве по делам Северной Ирландии в правительстве Джеймса Каллагана в конце 1970-х годов, а позднее был исполнительным директором Гринпис Великобритании. Умер, не оставив законных детей.
Людвиг Монд (1839—1919), отец первого барона, был химиком и промышленником немецкого происхождения.

## Бароны Мелчетт (1928)
- 1928—1930: Альфред Мориц Монд, 1-й барон Мелчетт[2] (23 октября 1868 — 27 декабря 1930), младший (второй) сын Людвига Монда (1839—1919)[3];
- 1930—1949: Генри Людвиг Монд, 2-й барон Мелчетт (10 мая 1898 — 22 января 1949), единственный сын предыдущего[4];
- 1949—1973: Джулиан Эдвард Альфред Монд, 3-й барон Мелчетт (9 января 1925 — 15 июня 1973), второй (младший) сын предыдущего[5];
- 1973—2018: Питер Роберт Генри Монд, 4-й барон Мелчетт (24 февраля 1948 — 31 августа 2018), единственный сын предыдущего[6].

Титул угас.